# EBooks on Demand

eBooks on Demand (på dansk:eBøger on Demand, forkortes EOD) er et fælleseuropæisk biblioteksprojekt der har til formål at muliggøre digitaliseringen af bøger fra perioden 1500-1900. 
Projektet blev oprettet i 2006 og var delvist finansieret af EUs eTen-program. Formålet var at oprette mulighed for at brugerne af nationalbibliotekerne og universitetsbibliotekerne i adskillige lande kunne bestille digitalisering af bøger. Da det afsluttedes i 2008 var 14 lande, 8 i Europa deriblandt Danmark, deltagere i projektet. Efter projektets afslutning arbejdes der dog stadig på at indlemme flere lande i samarbejdet. 
I Danmark deltog det Kongelige Bibliotek og det resulterede i at biblioteket nu giver mulighed for at bestille indscanninger af ældre bøger fra 1500-1900 dets bogbestand. 

## Deltagere i projektet
- Universitätsbibliothek Innsbruck – projektledere (Østrig)
- Bayerische Staatsbibliothek (Tyskland)
- Universitätsbibliothek der Humboldt-Universität (Tyskland)
- National and University Library of Slovenia (Slovenien)
- Biblioteca Nacional de Portugal (Portugal)
- National Széchényi Library of Hungary (Ungarn)
- National Library of Estonia (Estland)
- Det Kongelige Bibliotek (Danmark)
- University Library in Bratislava (Slovakiet)
- Universitätsbibliothek Graz (Østrig)
- Universitätsbibliothek Greifswald (Tyskland)
- Universitätsbibliothek Regensburg (Tyskland)
- Universitätsbibliothek Wien (Østrig)
- Universitätsbibliothek Dresden (Tyskland)